# Remény (folyóirat, 1920–1922)
Remény a kolozsvár Református Kollégium Gyulai Pál Önképzőkörének múlt századi hagyományokat folytató  1920-1922 között megjelent lapja.
1920-21-ben havi folyóirat, amely a Lapkiadó Rt. nyomdájában készült. Felelős szerkesztője Nagy Jenő, a szerkesztőbizottságban ott találjuk Jancsó Bélát, Jancsó Miklóst, Klärmann Manót, Hantos Gyulát, Schwartz Györgyöt és Szádeczky Elemért. Rajtuk kívül írása jelent meg itt ebben az időben Gyárfás Endrének, Szentgericei Jakab Gézának, Kemény Jánosnak, Kovács Jenőnek.
1922-ben a Remény kőnyomatosként folytatódott. Felelős szerkesztője Illés Gyula; a szerkesztőbizottságban szerepel Buday György, Rohonyi Vilmos, Visky János neve is. A sajtóbibliográfus Monoki István egyetlen megjelent számáról tud.
Két évtizedes szünet után 1942 januárjában indult újra, ekkor felelős szerkesztőként Nagy Géza jegyezte. Abban az évben négy, 1943-ban összesen három száma jelent meg; Dáné Tibor, Ferenczy Géza, Feszt György, Horváth József, Nagy Pál, illetve Bánffy Katalin, Benedek István, Csendes Zoltán, Dobó Klára, Józsa János, Kallós Zoltán, Madaras Klára, Szövérffy Anna és mások írásaival.

## További irodalom
- Jancsó Béla: A Remény osztálya. Ifjú Erdély 1935. február. Újraközölve a szerző Irodalom és közélet c. kötetében, 1973. 297-301.
- Gaal György: Diáklapok másfélszáz éve. Korunk Évkönyv 1974;
- Gaal György: Barátság láncai. 1829-1982. Utunk 1982/23. Újraközölve A kolozsvári Unitárius Kollégium diáklapjai címmel a szerző Múzsák és erények jegyében c. kötetében, Kolozsvár, 2001. 108-117.